# Mortonagrion alcyone
Mortonagrion alcyone – gatunek ważki z rodziny łątkowatych (Coenagrionidae). Endemit Borneo.